# Man's Not Hot
Man's Not Hot is een nummer uit 2017 van de Britse komiek Michael Dapaah, uitgebracht onder de naam Big Shaq. 
Dapaah trad als Big Shaq op bij het Britse radiostation BBC Radio 1Xtra, waarna "Man’s Not Hot" viraal ging. Het nummer, dat gebaseerd is op een sample uit "Lurk" van 67 & Giggs, kwam ook onder de aandacht van ex-basketballer Shaquille O’Neal, die al jaren getooid gaat met de bijnaam Shaq. De sportman, die ook een aardig eindje kan rappen, maakte er een diss-versie op in The Tonight Show van Jimmy Fallon. Het nummer haalde de 3e positie in het Verenigd Koninkrijk. In Nederland haalde het de 2e positie in de Tipparade, en in de Vlaamse Ultratop 50 was het goed voor een 16e notering.